# Piața Nicolae Bălcescu din Timișoara
Piața Nicolae Balcescu este o piață din Timișoara. Este numită după scriitorul și revoluționarul Nicolae Bălcescu (1819–1852). Piața este situată în centrul cartierului Elisabetin. Cea mai cunoscute clădiri ale pieței sunt Biserica „Preasfânta Inimă a lui Isus”, o biserică romano-catolică finalizată în 1919 și ansambul Liceului „Grigore Moisil”.
În timpul Imperiului Austriac, piața a fost numită Grundhausplatz. Ca urmare a compromisului austro-ungar din 1867, această denumire a fost tradusă în limba maghiară: Telekház tér. După divizarea Banatului și începând cu 1919, piața a fost redenumită Piața Alexandru Lahovari, după numele ministrului de Externe (1889–1891) Alexandru Lahovari. În 1947, numele pieței a fost schimbat în Piața Mareșal Tito, nume pe care l-a purtat pentru o perioadă scurtă de timp.